# Arturo Pérez-Reverte
Arturo Pérez-Reverte (født 25. november 1951 i Cartagena) er en spansk forfatter. Uddannet journalist. Han er kendt for at have skrevet en række romaner, som læner sig op ad kriminal-genren. Romanerne vidner om en meget grundig research af vidt forskellige emner,[kilde mangler] så som skak (Det flamske maleri), fægtning (Fægtemesteren) og søfart (De navnløse skibes kirkegård).
Hans roman Dumas-klubben blev filmatiseret i 1999 af Roman Polanski.

## Udvalgt bibliografi
Kaptajn Alatriste romaner:
- Kaptajn Alatriste (1998)
- I inkvisitionens kløer (1999)
- Solen over Breda (1999)
- Kongens guld (2002)
- Kavaleren med den gule vams (2005)

Andre romaner:
- Det flamske maleri (1993)
- Dumas-klubben (1994)
- Fægtemesteren (1995)
- Trommeskindet (1997)
- De navnløse skibes kirkegård (2001)
- Sydens dronning (2003)
- Bataljemaleren (2010)
- Tangodanseren (2014)
- Den tålmodige snigskytte (2015)